# Dean Granros
Dean William Granros (* 1951 in Fort Monmouth, New Jersey) ist ein US-amerikanischer Jazzmusiker (Gitarre, Komposition), der in der Metropolregion Minneapolis–Saint Paul aktiv ist. Laut JazzTimes lotet dessen rohes Gitarrenspiel die Spannungen zwischen Jazz und Rockmusik aus.

## Leben und Wirken
Dean Granros, der in Minnesota aufwuchs, begann mit dem Jazzgitarrenspiel, als ihn das Spiel von Howard Roberts auf seinen frühen Capitol-Schallplatten inspirierte, mit einem Sound, den Roberts mit seiner modifizierten „schwarzen“ Gitarre erzielte, die eine kundenspezifische Gibson ES-150 mit zusätzlichem Cutaway und Tonabnehmer im Charlie-Christian-Stil war. Er spielte in den frühen 1970er-Jahren in der Twin-Cities-Region mit dem Schlagzeuger Jay Epstein; die beiden arbeiteten von 1973 bis 1979 in einem Trio mit dem Bassisten Jeff Johnson sowie zur gleichen Zeit in einem Quartett namens Lapis mit dem Bassisten Tom Lewis und dem Saxophonisten Pat Moriarty zusammen und mit denen Aufnahmen entstanden. In den folgenden Jahren spielte er vor allem mit Phil Hey in einem Trio namens Wingless Transportation, das 1983 mit dem Bassisten Richard Paske gegründet wurde.
Im Trio F*K*G mit dem Saxophonisten Scott Fultz und dem Schlagzeuger Dave King nahm Granros 1998 das Album Broken Drive-In Speakers auf; um 2003 entstand mit dem Quartett How Bird Works (mit Peter Schimke, Billy Peterson, Kenny Horst) der Mitschnitt Live at the Artist's Quarter. Eine weitere Gruppe war das Quintett Curlew von George Cartwright mit Chris Parker, Fred Chalenor und Bruce Golden, mit dem das Album Mercury (Cuneiform Records) entstand. Mit dem Gitarristen Zacc Harris, dem Bassisten Chris Bates und Schlagzeuger Jay Epstein legte er 2015 das Album Tall Tales mit fünf eigenen Kompositionen, „Monk’s Dream“ von Thelonious Monk und „Nuages“ von Django Reinhardt vor. 2017 nahm er mit Brandon Woznick, Anthony Cox und Dave King als Vector Families das Album For Those About to Jazz/Rock, We Salute You (Sunnyside Records) auf. Im Bereich des Jazz war er laut Tom Lord zwischen 1998 und 2017 an fünf Aufnahmesessions beteiligt.
Neben seiner Tätigkeit als Musiker ist Granros als unabhängiger Auftragnehmer für Musikdienste, Musikproduzent und Komponist tätig. Er ist Inhaber von Scarabeo Productions.
Granros kombinierte Einflüsse aus Blues, Klassik, Elektroakustischer Musik, Rock’n’Roll, Countrymusik, Western Swing und weiteren Weltmusik-Stilen. Er habe dazu beigetragen, meinte sein langjähriger musikalischer Partner Phil Hey, „freie Improvisation“ in einen Stil zu überführen, der sich als einflussreich für nachfolgende Twin-Cities-Musiker erweisen sollte, von Anthony Cox über Craig Taborn bis hin zu Jordan Anderson. „Er hat ernsthaften Delta Blues in seinem Spiel und eine echte Americana-Spielart. Wenn ich es mir recht überlege, war er eine Art Bill Frisell, bevor es Bill Frisell gab.“

## Diskographische Hinweise
- Dean Granros / Jeff Johnson / Jay Epstein: One (1995, ed. 2014)
- Trever Hagen, James Buckley, Brandon Wozniak, Dean Granros, Kresten Osgood: Looking at a Face (2018)
- ’58 Belvedere: Time In (Live!) (2021), mit  Pat Keen, Dave Power[7]
- Lonely Tracks (EP, 2022)[8]
- 58 Belvedere: Vista Cruiser (2023), mit Pat Keen, Dave Power, Nelson Devereaux, Dex Wolfe[9]